# Diritto penale del lavoro
Il diritto penale del lavoro indica quella sfaccettatura
```
del 
diritto pubblico
 mediante la quale, attraverso l'uso della 
sanzione penale
, si tutela il lavoro in tutte le sue forme. In questa disciplina, lo strumento sanzionatorio appartiene al diritto penale, mentre, l'oggetto fa parte del diritto del lavoro. 
```

L'ambito della tutela penale si estende, inoltre, alla difesa della salute e della sicurezza sul lavoro; alla protezione della libertà morale e della dignità dei lavoratori; alla tutela previdenziale ed assistenziale dei lavoratori; alla tutela di alcune categorie di lavoratori in particolare posizione di debolezza, e più in generale, alla garanzia del corretto svolgimento del rapporto lavorativo e del regolare funzionamento del mercato del lavoro.

## L'art. 2087 C.C.
Nel nostro ordinamento giuridico, in ogni modo, la sanzione penale occupa una posizione residuale nella tutela delle condizioni di lavoro, dell'integrità personale dei lavoratori e della sicurezza dei luoghi e degli strumenti di lavoro. 
La garanzia dell'effettività della tutela è assicurata in via prioritaria sul piano civilistico. In questo ambito, fondamentale è la norma contenuta nell'art. 2087 c.c.: l'imprenditore è tenuto ad adottare nell'esercizio dell'impresa le misure che, secondo la particolarità del lavoro, l'esperienza e la tecnica, sono necessarie a tutelare l'integrità fisica e la personalità morale dei prestatori di lavoro. 
Il precetto di questo articolo, inevitabilmente impreziosito dall'entrata in vigore della Costituzione, ha imposto una lettura più ampia di quella proposta dal legislatore, in quanto, ispirato alla compatibilità con i principi costituzionali che direttamente o indirettamente riconsiderano l'intera materia lavoristica.